# Fontaine du temps
La Fontaine du temps (Fountain of Time) est une sculpture de Lorado Taft située à l'extrémité Ouest du parc de Midway Plaisance dans le quartier de Washington Park à Chicago.

## Histoire
Elle a été édifiée en 1920.

## Description
Comptant plus de 100 personnages, elle mesure 38.66 m de long.

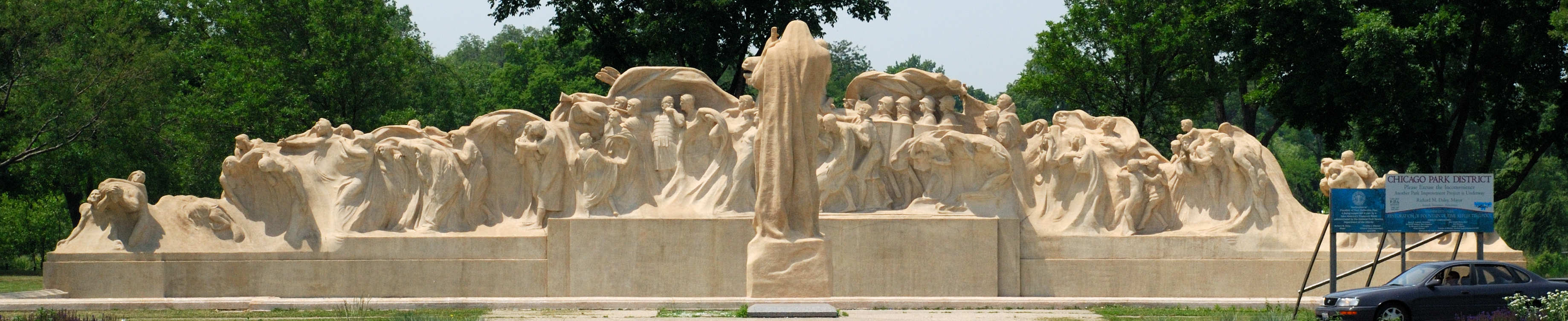
Fontaine du Temps